# Inglange
Inglange là một xã trong vùng Grand Est, thuộc tỉnh Moselle, quận Thionville-Est, tổng Metzervisse. Tọa độ địa lý của xã là 49° 20' vĩ độ bắc, 06° 17' kinh độ đông. Inglange nằm trên độ cao trung bình là m mét trên mực nước biển, có điểm thấp nhất là 164 mét và điểm cao nhất là 287 mét. Xã có diện tích 5,72 km², dân số vào thời điểm 2005 là 348 người; mật độ dân số là 60 người/km². Inglange nằm khoảng 10 km về phía đông của Thionville, thuộc Pháp từ năm 1661.

## Thông tin nhân khẩu
| 1962 | 1968 | 1975 | 1982 | 1990 | 1999 |
| ---- | ---- | ---- | ---- | ---- | ---- |
| 216  | 229  | 218  | 239  | 294  | 256  |